# The Quarrel (film 1912 Reliance)
The Quarrel è un cortometraggio muto  del 1912. Il nome del regista non viene riportato nei credit del film che, prodotto dalla Reliance Film Company, aveva come interpreti Henry B. Walthall e 
Jane Fearnley.

## Trama
Due coniugi stanno festeggiano al ristorante il loro primo anniversario di matrimonio in compagnia dell'amico che è stato il loro testimone di nozze. I due uomini bevono un po' troppo champagne e decidono di tornare a casa. La coppia se ne va senza accorgersi che la moglie ha dimenticato il suo braccialetto. L'amico, rimasto solo, si lamenta con sé stesso che tutti sono felicemente sposati tranne lui. Poi vede il gioiello e decide di raggiungere gli amici per restituirlo. Nel frattempo, la coppia è giunta a casa, cominciando a litigare per le condizioni del marito. Stufo per quelle continue discussioni, il marito va nella sua stanza cominciano a fare le valigie e lasciando alla moglie un biglietto. L'amico, che nel frattempo è arrivato, rimane sorpreso de quegli affrettati preparativi. Sentendo singhiozzare nella stanza accanto, trova la moglie disperata in ginocchio. Tornato immediatamente sobrio, mette in atto un piano per riconciliare i due coniugi. Si mette il fazzoletto sul viso e, facendosi passare per un ladro, induce la donna a gridare aiuto. Il marito, pensando che le sue urla siano solo uno stratagemma, continua a fare i bagagli. L'amico mette in atto tutta una serie di trucchi per fare in modo che la donna continui a gridare. Finalmente il marito accorre per difendere la moglie e la prende tra le braccia. Il falso ladro, vedendo che i due stanno riconciliandosi, si smaschera e racconta del suo trucco. Poi restituisce il braccialetto e se ne va, lasciando soli i due uno tra le braccia dell'altro.

## Produzione
Il film fu prodotto dalla Reliance Film Company.

## Distribuzione
Distribuito dalla Motion Picture Distributors and Sales Company, il film - un cortometraggio di 270 metri - uscì nelle sale cinematografiche statunitensi il 13 gennaio 1912. Nelle proiezioni, veniva programmato con il sistema dello split reel, accorpato in un'unica bobina con un altro cortometraggio prodotto dalla Reliance Film Company, il documentario Natural History Series, No. 1.
La Western Import Company lo distribuì in Gran Bretagna il 27 aprile 1912.